# Dalia Grybauskaitė
Dalia Grybauskaitė (Vilnius, 1 maart 1956) is een Litouwse politica die tussen 2009 en 2019 president van Litouwen was. Ze was het eerste vrouwelijke staatshoofd in de geschiedenis van dat land.
Tussen 1983 en 1990 was ze lid van de Communistische Partij van de Sovjet-Unie. Later was zij onder meer minister van Financiën in Litouwen, en Europees commissaris in de commissie-Barroso I bevoegd voor Begroting. Op 17 mei 2009 werd zij met een duidelijke meerderheid gekozen tot president van Litouwen. Ze trad aan op 12 juli van dat jaar en werd in 2014 herkozen voor een tweede termijn. In totaal was Grybauskaitė tien jaar president.

## Opleiding
- 1983 - diploma in de economie aan de Universiteit van Leningrad
- 1988 - doctor in de economie aan de Academie voor staatswetenschappen van Moskou
- 1991 - speciaal programma voor hoger leidinggevend personeel, School of Foreign Service, Universiteit van Georgetown (Washington D.C.)

Grybauskaitė spreekt Litouws, Engels, Russisch, Pools en Frans.

## Carrière
- 1983-1990 - docent, Hogeschool voor kaderleden van de Communistische Partij te Vilnius
- 1990-1991 - afdelingshoofd, Economisch instituut
- 1991 Programmadirecteur, bureau van de minister-president van Litouwen
- 1991-1993 - directeur van het Europees departement, ministerie van Internationale economische betrekkingen van Litouwen
- 1993-1994 - directeur van het departement Economische betrekkingen, ministerie van Buitenlandse Zaken van Litouwen, voorzitter van het Comité voor coördinatie van de steun (PHARE en G-24), hoofdonderhandelaar voor het vrijhandelsakkoord met de EU
- 1994-1995 - buitengewoon gezant en gevolmachtigd minister in de Litouwse vertegenwoordiging bij de EU, adjunct-hoofdonderhandelaar voor de Europa-overeenkomst met de EU, afgevaardigde van de nationale steuncoördinator in Brussel
- 1996-1999 - gevolmachtigd minister bij de Litouwse ambassade in de Verenigde Staten
- 1999-2000 - onderminister van Financiën van Litouwen, hoofdonderhandelaar bij het Internationaal Monetair Fonds (IMF) en de Wereldbank
- 2000-2001 - onderminister van Buitenlandse Zaken van Litouwen, adjunct-hoofd van de Litouwse delegatie bij de onderhandelingen over de toetreding tot de EU
- 2001-2004 - ministerie van Financiën van Litouwen, nationale steuncoördinator
- 2004-2009 - vanaf 1 mei 2004 Europees commissaris, sinds november 2004 verantwoordelijk voor de portefeuille Begroting tot ze op 1 juli 2009 werd opgevolgd
- 2009-2019 - president van Litouwen
- 2014-2019 - voorzitter van de Raad van vrouwelijke wereldleiders

## Europese Commissie
Toen Litouwen op 1 mei 2004 toetrad tot de Europese Unie werd Grybauskaitė tijdelijk gastcommissaris voor Onderwijs & Cultuur in de commissie-Prodi. Sinds het aantreden van de Commissie-Barroso I op 22 november 2004 beheerde zij de portefeuille Begroting. Op 1 juli 2009 werd zij opgevolgd door Algirdas Šemeta.

## President van Litouwen
Grybauskaitė stelde zich kandidaat voor de Litouwse presidentsverkiezingen van 17 mei 2009. Ze werd met een meerderheid van 68,16 % van de stemmen reeds in de eerste stemronde verkozen tot de eerste vrouwelijke president van Litouwen. In juli 2009 volgde ze president Valdas Adamkus op, die na twee ambtstermijnen niet meer herkozen kon worden.
In de presidentsverkiezing 2014 behaalde ze 46% in de eerste ronde en werd in de tweede ronde met 58% herverkozen. Ze bleef president tot 2019, toen ze zich na twee termijnen niet nogmaals herkiesbaar mocht stellen. Na een presidentschap van exact tien jaar werd ze in juli 2019 opgevolgd door de eveneens onafhankelijke Gitanas Nausėda.